# Азвар Абубакар
Азвар Абубакар (индон. Azwar Abubakar; род. 21 июня 1952, Банда-Ачех) — индонезийский государственный и политический деятель. Работал министром по делам административной и бюрократической реформы Индонезии с 2011 по 2014 год. Ранее занимал должность исполняющего обязанности губернатора провинции Ачех с 2004 по 2005 год и вице-губернатора провинции Ачех с 2000 по 2004 год.

## Биография
Родился в Банда-Ачехе 21 июня 1952 года. Получил степень бакалавра архитектуры в Технологическом институте Бандунга, а затем получил степень магистра менеджмента в Университете Сайиаха Куала в Банда-Ачехе. После окончания учебы начал работать консультантом и предпринимателем. После отставки президента Сухарто в 1998 году стал активным участником политики и соучредителем ачехского отделения «Партии национального мандата».
С 2000 по 2004 год был вице-губернатором Ачеха, а затем стал исполняющим обязанности губернатора с 2004 по 2005 год после того, как губернатор Абдулла Путех был осужден за коррупцию. В качестве исполняющего обязанности губернатора занимался ликвидацией последствий землетрясения в Индийском океане в 2004 году. Во время его короткого правления количество государственных служащих сократилось почти на две трети. Ему также приходилось иметь дело с повстанцами движения «Свободный Ачех». Баллотировался на пост губернатора в 2006 году вместе с членом «Партии справедливости и благоденствия» Насиром Джамилем в качестве заместителя, но проиграл Ирванди Юсуфу.
В 2009 году был избран в Совет народных представителей, представляя провинцию Ачех. Стал членом Комиссии I, которая курирует вопросы обороны и иностранных дел 19 октября 2011 года сменил Е.Е. Мангиндаана на посту министра по делам административной и бюрократической реформы Индонезии.

## Назначение
В 2011 году Насир Джамиль назвал назначение министром Азвара Абубакара способом для президента Сусило Бамбанга Юдойоно укрепить свой рейтинг в провинции Ачех и со стороны «Партии национального мандата». Это назначение также тепло было встречено в провинции, и несколько видных ачехцев назвали его «лучшим сыном Ачеха».

## Личная жизнь
Женат на Мутии Сафриле, у них четверо детей. Согласно отчёту о материальном благосостоянии государственных деятелей, опубликованному в феврале 2011 года, его собственный капитал превышает 1,2 миллиарда индонезийских рупий (150 000 долларов США), что является самым низким показателем из шести министров, назначенных в октябре 2011 года.